# Jakša Alfirević
Jakša Alfirević (Split, 14. travnja 1959.), hrvatski majstor borilačkih vještina. Nositelj je 5. Dana u aikidu.

## Životopis
Jakša Alfirević je rođen u Splitu 1959. godine. Osnovnu školu završio je u Kaštel Šućurcu, srednju školu i fakultet završio je u Splitu. Diplomirao je na Fakultetu elektrotehnike, strojarstva i brodogradnje u Splitu, smjer telekomunikacija. Od najranijeg djetinjstva je prisutan u sportskom životu Kaštela, kroz aktivno bavljenje planinarstvom te košarkom. Aikidom se počeo baviti 1997. godine u Splitu u aikido klubu Musubi.
Godine 1999. Jakša Alfirević je u Kaštelu osnovao Aikido klub Kaštela – Gen Ki u kojem i danas djeluje kao glavni instruktor. Klub je posjećivalo i mentoriralo nekoliko instruktora. Neki od njih su: Masatomi Ikeda, Michele Quaranta, Georg Meindl i Stephane Goffin. 
Jakša Alfirević je položio 1. Dan 2005., 2. Dan 2011., 3 Dan 2014. i 4. Dan 2017. godine. Jedan je od osnivača Hrvatskog aikido saveza (HAS). Dopredsjednik je HAS-a, član Tehničke komisije HAS-a, član Ispitne komisije HAS-a, licencirani je i pozvani instruktor Austrijske aikido federacije (AVO), te glavni mentor aikido kluba pri borilačkoj sekciji IPA-e (International police association) u Šibeniku. Član je Skupštine Hrvatskog olimpijskog odbora (HOO) i član Odbora za neolimpijske sportove HOO-a, te član Upravnog odbora Zajednice športskih udruga Kaštela.
Znanje kao učitelj i učenik Jakša Alfirević je osim u Hrvatskoj stjecao i u Austriji, Slovačkoj i Mađarskoj. Surađivao je s majstorima kao što su: Christian Tissier, Koichi Toriumi, Dirk Muller, Daniel Toutain, Urs Aepli, Renata Jocić, Liza Heis, Mario Černy, Manfred Ogris i Martin Toplizer.
Živi u Splitu i aikido podučava u aikido klubu Kaštela – Gen Ki.

## Priznanja
- Trofej zajednice športskih udruga grada Kaštela (2018)

## Vanjske povezice
- Jakša Alfirević
- Jakša Alfirević